# Tropodiaptomus njinei
Tropodiaptomus njinei is een eenoogkreeftjessoort uit de familie van de Diaptomidae. De wetenschappelijke naam van de soort is voor het eerst geldig gepubliceerd in 2002 door Chiambeng & Dumont.